# Elom
Elom (em hebraico: אֵילֹן, hebraico moderno: Elon, tiberiano: ʼÊlōn, "carvalho", latim: Ahialon) foi um juiz de Israel.
Ele sucedeu Ibsã e foi sucedido por Abdão. É dito que ele era da tribo de Zebulom, julgou Israel durante dez anos, e foi sepultado em Aijalom em Zebulom (Juízes 12:11).